# ناسكار على فوكس
فوكس ناسكار ، المعروف أيضًا باسم ناسكار على فوكس ، هو برنامج تلفزيوني أمريكي يغطي سباقات سيارات ناسكار على شبكة فوكس بث لأول مرة عام 2001.